# Racine (Ohio)
Racine – wieś w Stanach Zjednoczonych, w stanie Ohio, w hrabstwie Meigs.